# Хатта, Мохаммад
Моха́ммад Ха́тта (индон. Mohammad Hattaо файле; 12 августа 1902[…], Букиттинги, Sumatra's West Coast Residency, Голландская Ост-Индия — 14 марта 1980[…], Джакарта) — индонезийский государственный и политический деятель, национальный герой Индонезии. Занимал посты вице-президента (1945—1956), премьер-министра (1948—1949), министра иностранных дел (1949—1950) Индонезии. С 1921 по 1932 год учился в Нидерландах, начальное образование получил в голландских школах Индонезии. Участвовал в провозглашении независимости Индонезии 17 августа 1945 года, за что его часто называют провозгласитель. Также он известен как товарищ Хатта (индон. Bung Hatta).

## Детство и юность
Мохаммад Хатта родился в Букиттинги 12 августа 1902 года в богатой и влиятельной мусульманской семье. Его дед был уважаемым улемом в Батухампаре. Отец Мохаммада, Хаджи Мохаммад Джамил, умер, когда ему было восемь месяцев, он остался с матерью и шестью сёстрами. В соответствии с традициями его народа минангкабау, он воспитывался в семье матери. К моменту окончания школы Хатта владел голландским языком и знал основы Корана.
После окончания малайской школы в Буккитинги, с 1913 по 1916 год он обучался в голландской школе (нидерл. ELS — Europeesche Lagere School) в Паданге. После сдачи специального экзамена, в возрасте тринадцати лет он был зачислен в голландскую среднюю школу (нидерл. HBS — Hogere burgerschool) в Батавии (ныне Джакарта). Однако мать попросила его остаться в Паданге, мотивируя это слишком юным возрастом Мохаммада. Хатта пошёл в среднюю школу MULO (нидерл. Meer Uitgebreid Lager Onderwijs).
В свободное от учёбы время Мохаммад подрабатывал в почтовом отделении. Обычно студентам MULO не разрешали работать, но для Хатты сделали исключение, поскольку он успешно сдал экзамен в HBS. В школе Хатта увлёкся футболом, был принят в школьную команду и стал её капитаном.
Хатта часто посещал офис организации Sarekat Usaha, которую возглавлял Тахер Марах Сутан (индон. Taher Marah Soetan). В офисе он читал голландские газеты, особенно его интересовали статьи о политических дебатах в представительном органе Индонезии — Народном Совете. Было в возрасте шестнадцати лет, что Хатта начал интересоваться политикой и национальными движениями. В 1918 году, в возрасте шестнадцати лет, Хатта был избран казначеем падангского отделения Молодёжной ассоциации Суматры (индон. Jong Sumatranen Bond).

## Обучение в Нидерландах
В 1919 году Хатта всё-таки был зачислен в школу HBS в Батавии, которую в 1921 году окончил с отличием. После этого Мохаммад уехал в Нидерланды, где продолжил обучение в Роттердаме, в торговом колледже университета имени Эразма Роттердамского. Уже в 1932 году ему была присвоена степень доктора экономики. Однако, из-за своего увлечения политикой Хатта вскоре оставил занятия наукой.
В Нидерландах Хатта вступил в организацию Индийский Союз (нидерл. Indische Vereniging). В 1922 году эта организация изменила название на Индонезийский Союз (нидерл. Indonesische Vereniging, индон. Perhimpunan Indonesia). С 1922 года Хатта был казначеем организации, а с 1926 по 1930 год — её председателем. На своей инаугурации в качестве председателя Индонезийского Союза Хатта выступил с докладом «Структура мировой экономики и конфликтов власти», в котором поддержал идею отказа индонезийцев, стремящихся к достижению независимости своей страны, от сотрудничества с голландскими колониальными властями. Под руководством Хатты Индонезийский Союз, бывший до этого студенческой организацией, значительно увеличил своё влияние. Хатта также был главным редактором журнала «Свободная Индонезия» (индон. Indonesia Merdeka) — печатного органа Индонезийского Союза.
Для того, чтобы заручиться поддержкой других стран в борьбе за независимость Индонезии, Хатта участвовал во многих общеевропейских конгрессах в качестве главы индонезийской делегации. В 1926 году Хатта возглавлял делегацию Индонезийского Союза на Международном демократическом конгрессе мире во французском городе Бьервиль, в феврале 1927 году — в Брюсселе, на съезде Лиги противников империализма и колониализма. В Брюсселе он встречался с Джавахарлалом Неру, египтянином Хафиз Рамадан Беем, африканцем Ламином Сенгором и другими борцами за независимость из разных стран. В том же году Хатта посетил съезд Международной женской лиги за мир и свободу, где выступил с докладом «Индонезия и вопрос её независимости».
В середине 1927 года деятельность Индонезийского Союза встревожила голландские колониальные власти. В июне 1927 года Хатта и четыре других лидера организации были арестованы и заключены под стражу. После шести месяцев пребывания в тюрьме, они предстали перед судом в Гааге. Когда обвиняемым предоставили слово, Хатта попытался объяснить судьям причины, которые побудили Индонезийский Союз начать борьбу за независимость. Он заявил, объясняя, что интересы Индонезии противоречат интересам Нидерландов, поэтому сотрудничество между индонезийцами и голландскими властями в настоящий момент невозможно. В завершение своей речи Хатта высказал пожелание, что в будущем нидерландско-индонезийское сотрудничество станет возможным, но в случае признания независимости Индонезии. Эта речь стала известной как Речь свободной Индонезии (индон. Indonesia Vrij).
В 1929 году арестованные лидеры Индонезийского Союза, в том числе Хатта, были освобождены. Вскоре после освобождения Хатта и его сторонники вступили в основанную Сукарно Индонезийскую национальную партию (ИНП). В июле 1932 года Хатта вернулся в Индонезию.

## Борьба с голландскими колониальными властями
К моменту возвращения Хатты в Индонезию ИНП самораспустилась, многие её члены были арестованы голландцами, но Сукарно остался на свободе. Большинство членов ИНП после роспуска партии вступили в Партию Индонезии (Partindo). Группа радикально настроенной молодёжи во главу с Сутаном Шариром создала организацию с такой же аббревиатурой — ИНП. Аббревиатура новой организации расшифровывалась как Индонезийское национальное просвещение, её члены должны были вести пропагандистскую работу среди населения. В августе 1932 года, вскоре после своего возвращения, Хатта возглавил новую ИНП.
В декабре 1932 году Сукарно освободили из тюрьмы. Выйдя из заключения, он не поддержал ни Partindo, ни новую ИНП, считая, что для достижения независимости нужно забыть о межпартийных разногласиях. Хатта не согласился с ним, считая, что новая ИНП может в одиночку бороться против голландского господства.
С 1932 по 1933 год Хатта писал статьи по экономике и политике для газеты новой ИНП Народная Власть (индон. Daulat Rakyat). Он, как и другие руководители Индонезийского национального просвещения, желал, чтобы эти публикации способствовали воспитанию новых кадров для индонезийского освободительного движения.
В этот период Хатта резко критиковал Сукарно и его политические взгляды. В 1933 году, когда Сукарно был снова арестован и предстал перед судом, он написал несколько статей о будущем президенте Индонезии, в которых подверг его действия критике: «Сукарно арестован» (август 1933 года), «Трагедия Сукарно» (ноябрь 1933 года), и «Позиция лидера» (декабрь 1933 года).
В декабре 1933 года голландские колониальные власти сослали Сукарно на остров Флорес за антиправительственную деятельность. Позже, в феврале 1934 года были арестованы руководители джакартского и бандунгского отделений новой ИНП, среди арестованных был и Хатта. Часть арестованных, включая Мохаммада, отбывала наказание в Глодоке, другая часть — в Ципинанге. Во время пребывания в тюрьме Хатта написал книгу «Экономический кризис и капитализм».
В январе 1935 года Хатта и его соратники по борьбе за независимость, включая Шарира, были сосланы в лагерь Бовен-Дигул в Новой Гвинее. Когда Хатта прибыл в место ссылки, местная администрация предложила ему работать государственным служащим. Служащие получали 40 центов в день, кроме того, при устройстве на службу у Хатты резко повысились бы шансы на досрочное освобождение. В ответ на это предложение Хатта ответил, что если бы он хотел пойти на службу, он сделал бы это в Джакарте, где ему бы платили гораздо больше.
В ссылке Хатта начал сотрудничать с газетой «Взгляд» (индон. Pemandangan). Работа в качестве журналиста приносила ему достаточный доход, который позволял ему поддерживать своих товарищей по освободительной борьбе, у которых были проблемы с финансами. В Дигуле будущий вице-президент много читал — его книги, привезённые из Джакарты, занимали 16 сундуков. Он читал ссыльным лекции по экономике, истории и философии, которые позже вошли в книги «Введение на пути к знанию», и «Природа греческой мысли» (в четырёх томах).
В январе 1936 года Хатта и Шарир были переведены в Банданейру, на Молуккские острова. В это время там уже находились в ссылке активные участники борьбы за независимость Ива Кусумасумантри (индон. Iwa Kusumasumantri) и доктор Ципто Мангункусомо. На новом месте ссыльным была предоставлена большая свобода передвижения, иим было разрешено общаться с местными жителями. Хатта и Шарир давали местным детям уроки истории, говорили с ними о политике. Живя в Банданейре, Хатта усыновил местного мальчика Деса Алви, который позже стал известным историком и дипломатом.
В феврале 1942 года Хатта и Шарир были переведены в город Сукабуми на Западной Яве.

## Японская оккупация Индонезии

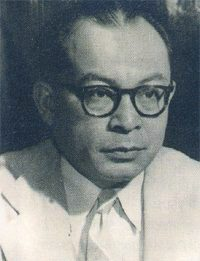
Одна из фотографий Мохаммада Хатты

В 1941 году, после нападения Японии на Пёрл-Харбор, начались военные действия на Тихом океане. Уже в марте 1942 года японские вооружённые силы начали захват Голландской Ост-Индии, 9 марта голландские войска капитулировали. 22 марта 1942 года японцы освободили Хатту и Шарира и доставили их в Джакарту.
В Джакарте Хатта встретился с генерал-майором Харадой, временным главой японской администрации Индонезии. Харада предложил Хатте стать советником оккупационной администрации, Хатта согласился. Затем он спросил Хараду, будет ли Япония осуществлять колонизацию Индонезии. Харада уверила Хатту, что Япония не будет вмешиваться во внутренние дела Индонезии. Для Хатты признание Японией права Индонезии на независимость было очень важно — он считал, что это будет способствовать международному признанию Индонезии.
В июле 1942 года, после того, как остров Флорес был захвачен японскими войсками, Сукарно доставили в Джакарту, где он встретился с Хаттой. На этой встрече бывшим недругам не удалось помириться, однако она способствовала улучшению отношений между ними. Через некоторое время, на секретной встрече, которая прошла в джакартском доме Хатты, Сукарно, Хатта и Шарир договорились о своих действиях. Было решено, что Шарир будет организовывать подпольное сопротивление оккупантам, а Хатта и Сукарно начнут сотрудничество с японцами, в то же время сохраняя связи с Шариром. Сукарно и Хатта надеялись, что японцы предоставят Индонезии независимость. Вместе с Ки Хаджаром Девантарой и председателем организации Мухаммадия, Киай Хаджи Мас Мансуром (индон. Kiai Haji Mas Mansur), Хатта и Сукарно вошли в число индонезийских лидеров, согласившихся сотрудничать с японцами.
Работая в японской администрации, Хатта, как и другие коллаборационисты, превозносил в своих речах Японскую империю, называя её защитником, лидером и светом Азии. В то же время, Хатта по-прежнему оставался убеждённым сторонником независимости Индонезии. В декабре 1942 года он сказал, что Индонезия освободилась от голландского господства не для того, чтобы быть захваченной японцами; что постоянную японскую оккупацию Индонезии он предпочтёт опущению страны на дно океана.
В 1944 году японские войска потерпели ряд крупных поражений в войне на Тихом океане. В сентябре 1944 года премьер-министр Японии Куниаки Коисо заявил, что Япония собирается в ближайшем будущем предоставить Индонезии независимость.
После 1944 года японская администрация часто заявляла, что Индонезии вскоре будет предоставлена независимость. Японский контр-адмирал Маеда участвовал в создании дискуссионного клуба «Центр свободной Индонезии», в нём часто выступали Хатта и Сукарно. В апреле 1945 года был создан Исследовательский комитет по подготовке независимости Индонезии (индон. Badan Penyelidik Usaha Persiapan Kemerdekaan Indonesia, BPUPKI), который позже принял первую конституцию Индонезии.

## Провозглашение независимости Индонезии
В августе 1945 года, после атомной бомбардировки Хиросимы и Нагасаки и вступления СССР в войну против Японии, стало ясно, что Япония не добьётся победы в войне. 7 августа 1945 года была создана Комиссия по подготовке независимости Индонезии (КПНИ) (индон. Panitia Persiapan Kemerdekaan Indonesia, PPKI), на следующий день Хатта и Сукарно встретились в Сайгоне с генералом Тэраути. На этой встрече было решено, что 18 августа Индонезия получит независимость.

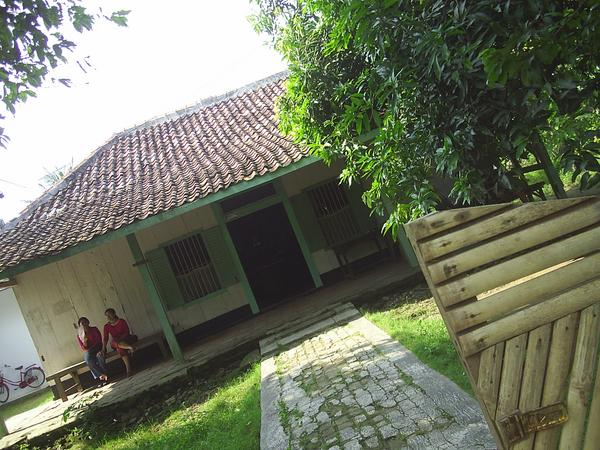
Дом в Регнасденклоке, где содержались похищенные Сукарно и Хатта.

14 августа Хатта и Сукарно возвратились в Индонезию. Они решили немедленно начать подготовку к провозглашению независимости. Первоначально Шарир выступил против немедленного объявления независимости, однако позже он согласился с мнением Хатты и Сукарно. На тот момент японские войска ещё оставались в Индонезии, и у многих участников борьбы за независимость возникли опасения, что новое государство будет воспринято мировым сообществом как марионеточное государство Японии.
На следующий день, 15 августа 1945 года, Япония объявила о своей капитуляции. В Индонезии эта новость была воспринята с недоверием, но контр-адмирал Маеда подтвердил факт капитуляции. Возле домов Хатты и Сукарно начала собираться патриотически настроенная молодёжь, требующая немедленного провозглашения независимости. По словам Хатты, народ не хотел независимости без Сукарно. Однако, они считали, что время для провозглашения независимости ещё не настало.

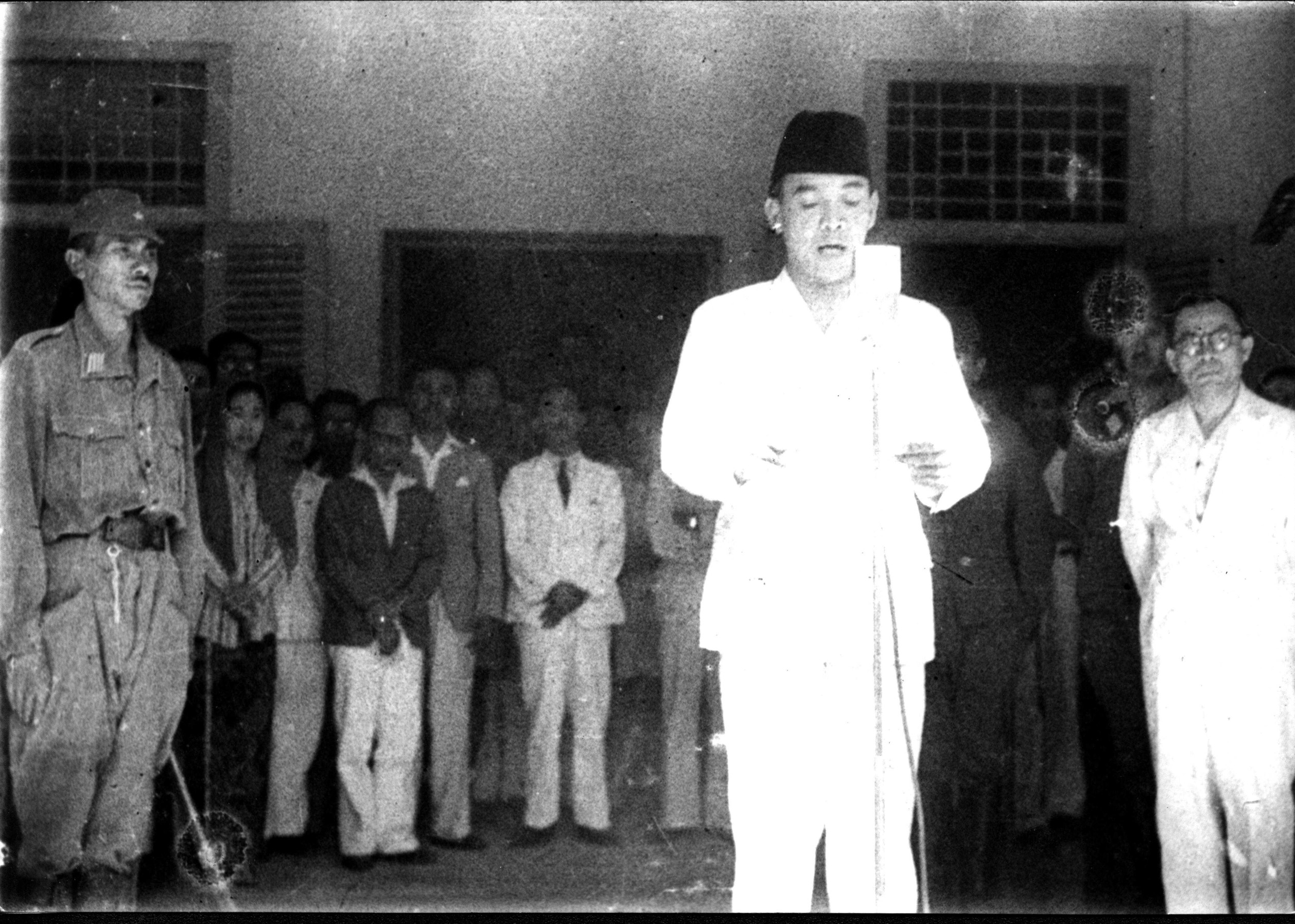
Сукарно провозглашает независимость Индонезии. Слева от него — Хатта. Джакарта, 17 августа 1945 года.

Утром 16 августа Хатта и Сукарно были похищены радикально настроенной молодёжью, которая вновь потребовала от них немедленного провозглашения независимости. Пленников перевезли из Джакарты в город Регнасденклок. В тот же день в Джакарте должно было состояться заседание КПНИ, на котором предполагалось избрать Сукарно председателем, а Хатту — вице-председателем этого комитета. Отсутствие сведений о местонахождении Сукарно и Хатты вызвало серьёзную обеспокоенность среди членов КПНИ. После получения данных о местонахождении похищенных политиков, представитель КПНИ Ахмад Субарджо приехал в Регнасденклок и договорился с похитителями об освобождении Сукарно и Хатты. В ночь с 16 на 17 августа освобождённые пленники вернулись в Джакарту, расположившись в доме контр-адмирала Маеды.
17 августа 1945 года была обнародована Декларация независимости Индонезии, подписанная Сукарно и Хаттой.

## Вице-президент Индонезии

### Избрание вице-президентом

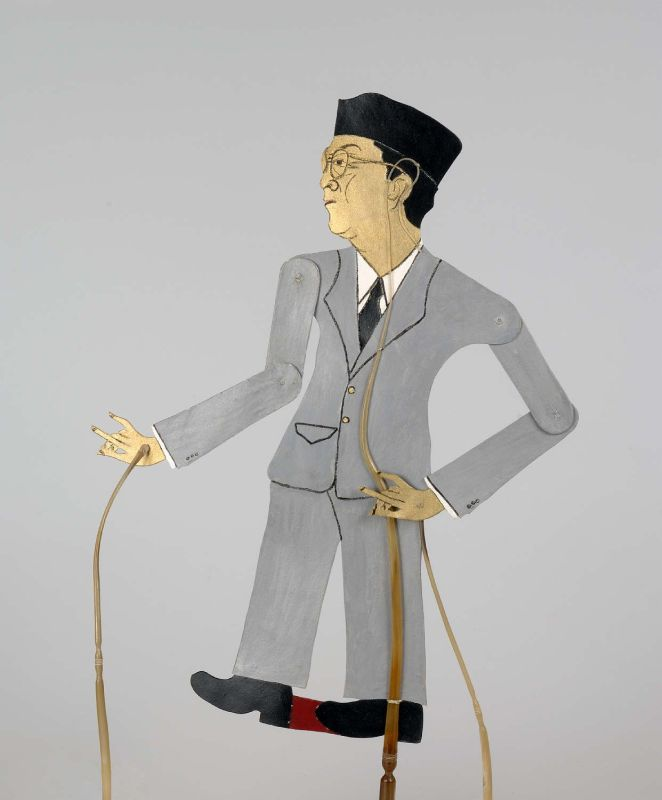
Карикатура, изображающая Мохаммада Хатту в виде марионетки — куклы традиционного индонезийского театра теней ваянг

18 августа 1945 года КПНИ избрал Сукарно первым президентом, а Хатту — первым вице-президентом Индонезии.
Хатта и Сукарно имели различные стили управления — Хатта был более активным администратором, старался самостоятельно контролировать деятельность правительства. Однако, несмотря на различия между ними, тандем Сукарно-Хатта, получивший среди индонезийцев название Дуумвират (индон. Dwitunggal) считается одним из лучших примеров партнёрских отношений между политиками за всю историю Индонезии.
В первые месяцы независимости Индонезии Хаттой было принято три важных решения — Сукарно сильно доверял ему и во время зарубежных поездок передавал Хатте все полномочия главы государства; такие отношения между Хаттой и Сукарно сохранились на протяжении всей войны за независимость. В октябре был создан Центральный национальный комитет Индонезии (ЦНКИ), которому была передана часть полномочий президента. В том же месяце было разрешено создание оппозиционных политических партий — до этого единственной партией в стране считалась Индонезийская национальная партия, возглавляемая Сукарно. В ноябре президент был лишён полномочий главы правительства, которые перешли к премьер-министру — им стал Шарир.

### Война за независимость Индонезии
Когда Нидерланды начали войну против Республики Индонезии, Хатта, вместе с Шариром и Сукарно, предложили решить конфликт дипломатическим путём. Молодые политики, среди них — Хайрул Салех и Адам Малик, настаивали на продолжении войны против голландцев. В апреле 1946 года Хатта и Сукарно возглавили индонезийскую делегацию на переговорах в Джокьякарте.
В ноябре 1946 года, после заключения Лингаджатского соглашения, Нидерланды признали Индонезию независимым государством. Однако, согласно этим соглашениям, юрисдикция Республики Индонезия распространялась только на Яву, Суматру и Мадуру. На остальной территории бывшей Голландской Ост-Индии создавалось федеративное государство Соединённые Штаты Индонезии (СШИ). Однако, прежде чем соглашения были ратифицированы Палатой представителей голландского парламента, отношения между Нидерландами и Индонезией вновь обострились, что привело к возобновлению военных действий в июле 1947 года.
Хатта попытался заручиться поддержкой зарубежных стран; он тайно отправился за границу, переодевшись во второго пилота самолёта. Сначала он посетил Индию, где встретился со своим старым знакомым Джавахарлалом Неру, попросив помощи у него и Махатмы Ганди. Неру заверил Хатту, что Индия окажет Индонезии финансовую поддержку, а также будет содействовать принятию Индонезии в ООН и её международному признанию.
В декабре 1947 года на борту американского крейсера «Ренвилл» (англ. USS Renville) состоялись нидерландско-индонезийские переговоры, в январе 1948 года было заключено новое мирное соглашение, по которому Республика Индонезия признала потерю территорий, захваченных голландцами в 1947 году. В знак протеста против Ренвилльского соглашения премьер-министр Амир Шарифуддин подал в отставку. После отставки Шарифуддина Сукарно назначил Хатту главой правительства, значительно расширив его полномочия.

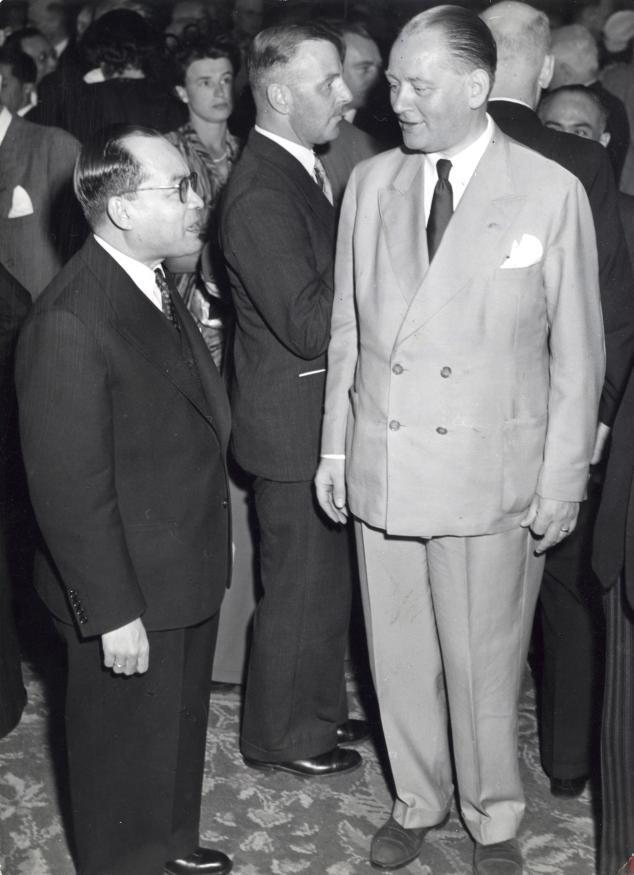
Нидерландский банкир, дипломат и политик Дирк Стиккер (справа) и Хатта на Конференции круглого стола в Гааге. 25 августа 1949 года.

В августе 1948 года по приказу Хатты началась частичная демобилизация индонезийской армии, что вызвало недовольство среди солдат и офицеров и привело к жестоко подавленному Мадиунскому восстанию.
В декабре 1948 года голландцы вновь начали военные действия против Индонезии, намереваясь захватить Джокьякарту, где в тот момент находились Хатта и Сукарно. Им было предложено покинуть город и продолжать руководить освободительной борьбой из подполья, но они отказались и вскоре были взяты в плен голландскими войсками. После пленения Сукарно и Хатты власть перешла к Чрезвычайному правительству Республики Индонезия.
После поражения под Джокьякартой индонезийцы перешли к партизанской войне против голландских войск, которую возглавил генерал Судирман. 1 марта 1949 года индонезийские войска под командованием султана Джокьякарты Хаменгкубувоно IX отбили город у голландцев и удерживали его в течение шести часов, что привлекло к Индонезии внимание мирового сообщества и заставило Нидерланды вновь согласиться на переговоры. В мае 1949 года на было подписано мирное соглашение между Нидерландами и Индонезией, в соответствии с которым Республика Индонезия становилась одним из субъектов Соединённых Штатов Индонезии. За ней сохранялись только отдельные районы Суматры и Явы, а также более мелкие прибрежные острова. Западный Ириан оставался голландской колонией. В июле 1949 года Хатта и Сукарно были освобождены.

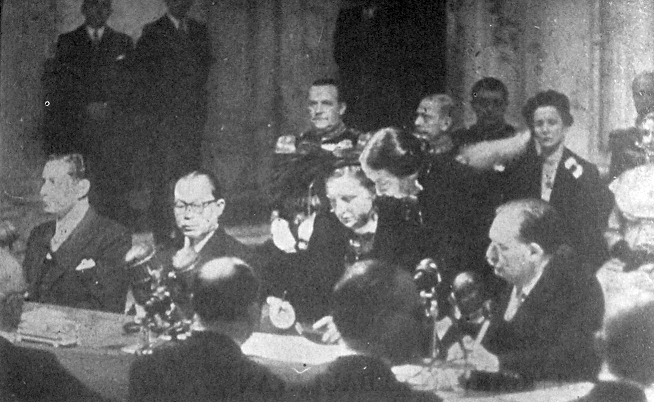
Королева Нидерландов Юлиана подписывает документ о признании Нидерландами Индонезии. Справа от неё — Хатта.

В августе 1949 года Хатта возглавил индонезийскую делегацию на Конференции круглого стола в Гааге. В ноябре были окончательно оговорены принципы, на которых должны были существовать СШИ — новое государство создавалось как конфедерация в составе Республики Индонезия и ещё пятнадцати государств, созданных голландцами во время войны. Номинальным главой СШИ оставалась королева Нидерландов, но фактическая власть передавалась президенту и вице-президенту — соответственно, Сукарно и Хатте. 27 декабря 1949 года Нидерланды признали СШИ в качестве суверенного государства.
17 августа 1950 года Соединённые Штаты Индонезии были преобразованы в унитарную Республику Индонезия. Мохаммад Хатта, занимавший в СШИ посты вице-президента и премьер-министра, сохранил их за собой в новом государстве.

### Доктрина активной независимости
В 1948 году Хатта произнёс речь под названием «Гребя Между Двумя Камнями», в которой высказал своё мнение о «холодной войне» и отношениях между СССР и США. Хатта заявил, что, проводя свою внешнюю политику, Индонезия должна руководствоваться только собственными интересами, а не интересами сверхдержав. В заключении Хатта выразил надежду на то, что Индонезии удастся отстоять свою независимость в условиях «холодной войны», а также на то, что её роль на международной арене значительно возрастёт. Предложенная Хаттой доктрина получила название «Доктрины активной независимости» и до сих пор лежит в основе индонезийской внешней политики.

### Деятельность с 1950 по 1956 годы
В 1950 году в Индонезии была принята новая временная конституция, значительно сократившая полномочия президента и вице-президента. После её принятия Хатта потерял значительную часть своего влияния, так как его пребывание на посту премьера не было продлено.

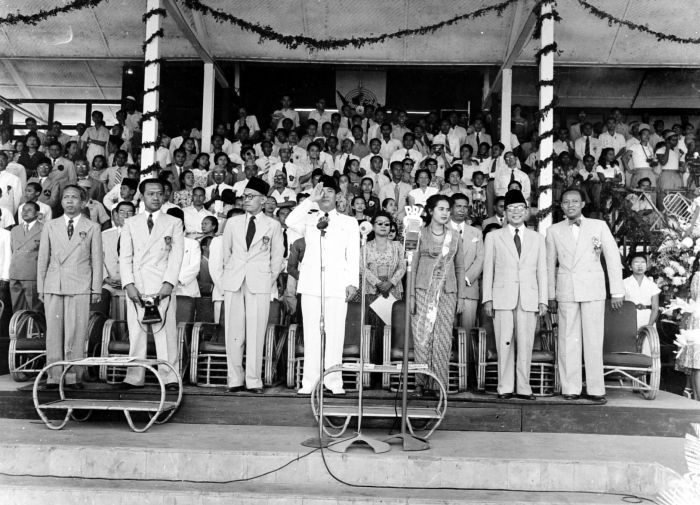
Президент Сукарно и вице-президент Хатта на открытии Национальной олимпийской недели в Джакарте. 1951 год

Вплоть до своей отставки с поста вице-президента, Хатта часто читал лекции в индонезийских университетах, участвовал в исследованиях, писал книги и эссе о кооперативах, которыми он восторгался и считал неотъемлемой частью экономики. В 1953 году, на всеиндонезийском кооперативном съезде, Хатте было присвоено звание «Отец индонезийских кооперативов».

### Уход с поста вице-президента
В 1955 году после выборов в Совет народных представителей и Учредительное собрание Хатта объявил президенту Сукарно, что покидает пост вице-президента. 1 декабря 1956 года Хатта официально ушёл в отставку.

## Деятельность после отставки

### Влияние отставки Хатты на ситуацию в стране
Отставка Хатты вызвала сильную реакцию во всей стране. Граждане Индонезии, не принадлежащие к самой многочисленной нации — яванцам, видели в Хатте, который был одним из немногих неяванцев в правительстве, защитника своих интересов и поэтому особенно тяжело переживали его уход.
В 1958 году в результате восстания на Суматре было создано Революционное правительство Республики Индонезия (РПРИ). На переговорах между правительством и представителями РПРИ восставшие выдвинули несколько требований, одним из которых было возвращение Хатты на пост вице-президента.

### Критика правительства
После своей отставки с поста вице-президента Хатта стал открыто критиковать Сукарно. В частности, он считал, что Сукарно, заявляя о продолжении национальной революции, уделяет недостаточно внимания национальному развитию. По его словам, после признания Нидерландами независимости Индонезии революция завершилась, и после её завершения нужно уделять больше внимания развитию страны. В 1959 году, в своей речи по поводу Дня независимости, Сукарно подверг критике это заявление Хатты, в свою очередь заявив, что индонезийская национальная революция продолжается.
В 1960 году Хатта написал книгу «Наша демократия». В ней он критиковал направляемую демократию Сукарно, назвав её одной из форм диктатуры. Вскоре после выхода книги она была запрещена правительством Сукарно. В том же году была запрещена Социалистическая партия Сутана Шарира, а сам он арестован по обвинению в антиправительственном заговоре. Хатта написал письмо Сукарно с просьбой освободить Шарира, но не получил ответа. С этого времени Хатта, Шарир и Сукарно — три основных лидера борьбы за независимость не поддерживали между собой никаких отношений.

### Приход к власти Сухарто
После провала попытки государственного переворота 30 сентября 1965 года, власть в Индонезии перешла к генералу Сухарто. В июне 1970 года, незадолго до смерти Сукарно, он написал письмо Сухарто, в котором предложил освободить Сукарно из-под домашнего ареста и подвергнуть суду. Хатта не хотел этим отомстить Сукарно — он хотел предоставить бывшему президенту возможность защищать себя на судебном процессе.

## Последние годы жизни
В 1970 году, после крупномасштабных акций протеста, направленных против коррупции в государственном аппарате, Хатта был назначен одним из трёх членов государственной комиссии по борьбе с коррупцией. Результаты работы комиссии не были обнародованы, но в июле 1970 года они всё же появились в печати. Комиссия пришла к выводу, что значительная часть чиновников занимается коррупцией, но в августе Сухарто распустил комиссию, признав лишь два случая коррупции.
14 марта 1980 года Хатта умер в Джакарте. Он был похоронен на кладбище Танах Кусир (индон. Tanah Kusir). В 1986 году Сухарто присвоил ему посмертное почётное звание «Герой провозглашения независимости».

## Семья
Дочь Хатты, Меутия Фарида Хатта (индон. Meutia Farida Hatta) занимала пост министра по делам женщин в правительстве Сусило Бамбанга Юдойоно.

## Память
В честь Хатты назван международный аэропорт Сукарно-Хатта.